# 18949 Tumaneng
18949 Tumaneng è un asteroide della fascia principale. Scoperto nel 2000, presenta un'orbita caratterizzata da un semiasse maggiore pari a 2,2987714 UA e da un'eccentricità di 0,0678640, inclinata di 6,85693° rispetto all'eclittica.